# Azuébar (kommunhuvudort)
Azuébar är en kommunhuvudort i Spanien.   Den ligger i provinsen Província de Castelló och regionen Valencia, i den östra delen av landet, 290 km öster om huvudstaden Madrid. Azuébar ligger 295 meter över havet och antalet invånare är 357.
Terrängen runt Azuébar är kuperad. Runt Azuébar är det ganska tätbefolkat, med 65 invånare per kvadratkilometer. Närmaste större samhälle är Sagunto, 18,7 km sydost om Azuébar. 